# Broșteni, Mehedinți
Broșteni este satul de reședință al comunei cu același nume din județul Mehedinți, Oltenia, România.

## Vezi și
- Biserica „Sfinții Împărați” din Broșteni
- Cula Cuțui